# Šime Urlić
Šime Urlić (1867. − 3. rujna 1928.), hrvatski književni povjesničar
Pisao za Narodnu starinu,  Građu za povijest književnosti hrvatske, Radu JAZU, a 1908. objavio knjižicu Pabirci o Ljudevitu Gaju po dalmatinskim listovima i koledarima za ilirskog doba. Pisao o vojvodi Jurju Gizdelinu, Ivanu Tanzlingheru Zanottiju, Maru Lili, Dinku Ranjini, Mari Battitorri, Gašparu Vinjaliću, Andriji Čubranoviću, Brni Karnarutiću te o zbirčica pjesama u zaostroškom samostanu.
Napravio prijepis trećeg dijela knjige Gašpara Vinjalića vjetovna i crkvena povijest Dalmacije, Hrvatske i Bosne koji se čuva u Arhivu HAZU u Zagrebu.